# 浜松克樹
浜松 克樹（はままつ かつき、1954年 - ）は、日本の雑誌編集者。ペンネームの「イニシャルビスケットのK」名義での著述活動も行う。編集部員や読者達からは、「Kさん」の愛称で親しまれている。

## 経歴
中央大学法学部卒業。朝日紙業に入社。同社の子会社みのり書房に移籍して、『官能劇画』の編集を経て、1977年、『月刊OUT』に配属。創刊2号の『宇宙戦艦ヤマト』の特集を担当し、同誌のアニメ雑誌としての性格を決定づける。以後も同誌の『超人ロック』特集や増刊号の『ランデヴー』誌と『ランデヴーコミック』誌も担当した。『月刊OUT』では、読者投稿コーナー「Fromお茶の水」も担当して人気編集者となる。1978年10月にみのり書房を退社。編集プロダクションの銀英社を設立して、1980年創刊の投稿雑誌『ファンロード』編集長に就任した。

## 人物
- 似顔絵は「K」の文字の顔の人物として描かれ、アニメ『うる星やつら』のモブシーンにあさのまさひこ（こちらはあの文字の顔の人物）とともにその姿で登場した事がある。
- ファンロード誌上で、当時まだマイナーな存在だった荒木飛呂彦を特集しインタビューした縁で、『ジョジョの奇妙な冒険』第一巻の巻末にコメントを寄せている。
- ファンロード(当時『ふぁんろーど』)編集長が読者の質問に答えるコーナーで、ショタコンの語源となる「ショウタローコンプレックス」という言葉を作り出した。
- 携帯電話をほとんど使用しない（例外は海外へ行った時など）。

## 趣味
- 大の美食家で、食べ物の話題になるとよく雑誌内でネタにされる。ブルース・リーと石野真子の大ファンで、時計やアンティーク絵本のコレクターとしての顔も持つ。
- 特撮作品も好み、特にウルトラマンアグルと仮面ライダーギルスのファンである。また、カラオケでは必ず自身のニックネームと主人公の名前が同じである『ロボット刑事』の主題歌を歌い、同曲を携帯電話の着信メロディにもしている。
- リスやフクロギツネなどの小動物をペットとして飼う。